# Сон в летнюю ночь (Мендельсон)
Сон в летнюю ночь (Ein Sommernachtstraum) — концертная увертюра (op. 21) и музыка Феликса Мендельсона для комедии Уильяма Шекспира (op. 61).
Увертюра была завершена 26 августа 1826 года и впервые публично исполнена в феврале 1827 года в Штеттине под руководством Карла Лёве. 
Поначалу Мендельсон не собирался дополнять увертюру другими частями. Но в 1841 году король Фридрих Вильгельм IV, который был в восторге от театральной музыки Мендельсона к трагедии «Антигона» Софокла, прозвучавшей в Новом дворце в Потсдаме, предложил композитору сочинить побольше произведений подобного жанра. Мендельсон принял заказ и в течение 1843 года дописал к увертюре еще 10 частей, превратив её, таким образом, в сюиту. Первое исполнение музыки к комедии состоялось 14 октября 1843 года в Потсдамском дворце.

## Счет
Увертюра написана для двух флейт, двух гобоев, двух кларнетов, двух фаготов, двух валторн, двух труб, офиклейда, литавр и струнных. Партия офиклеиды первоначально была написана для английского басового рожка, который также использовался при первом исполнении; впоследствии композитор заменил этот инструмент на офиклеиду в первом опубликованном издании.
Некоторые музыканты добавляют к этому звучанию третью трубу, три тромбона, треугольник, тарелки, сопрано, меццо-сопрано и женский хор.

## Структура
Музыка к комедии состоит из 11 частей, общей продолжительностью примерно 40 минут:
1. «Увертюра» — Allegro di molto (≈ 12 минут)
2. «Скерцо» — Allegro vivace (≈ 5 минут)
3. «Марш эльфов» — Allegro vivace (≈ 1,5 минуты)
4. «Хор эльфов» — Allegro ma non troppo (≈ 4 минуты)
5. «Интермеццо» — Allegro appassionato (≈ 2 минуты)
6. «Ноктюрн» — Con moto tranquillo (≈ 6 минут)
7. «Свадебный марш» — Allegro vivace (≈ 4 минуты)
8. «Похоронный марш» — Andante comodo (около минуты)
9. «Бергамасский танец» — Allegro di molto (≈ 1,5 минуты)
10. «Интермеццо» — Allegro vivace (≈ 0,5 минуты)
11. «Финал» — Allegro di molto (≈ 5 минут)